# 풍자화전
《풍자화전》(일본어: 風姿花伝, 한국 한자: 風姿華傳)은 일본의 극 노의 대성자 제아미가 저술한 최초의 노 이론서이다. 걸출한 노의 작자일 뿐만 아니라 연출가이자 배우이기도 했던 제아미는, 그의 오랜 실전적 경험과 아버지 간아미로부터의 유훈 등을 토대로 하여 이 명저를 지어 남겼다. <풍자화전>의 주제는 무대 위에서 예술의 ‘꽃’을 피우기 위해서 연기자들이 가져야 할 올바른 ‘수련’의 태도를 제시하고 강조하는 데에 있다.

## 배경
『풍자화전』은 일본의 극 노의 대성자 제아미가 저술한 최초의 노 이론서다. 걸출한 노의 작자일 뿐만 아니라 연출가이자 배우이기도 했던 제아미는, 그의 오랜 실전적 경험과 아버지 간아미로부터의 유훈 등을 토대로 하여 이 명저를 지어 남겼다.
≪풍자화전≫의 주제는 무대 위에서 예술의 ‘꽃’을 피우기 위해서 연기자들이 가져야 할 올바른 ‘수련’의 태도를 제시하고 강조하는 데에 있다. 제목 중의 ‘풍자(風姿)’라는 말은 ‘예술적으로 표현된 연기의 모습’이라는 뜻을 지녔으니, 그러한 ‘연기 모습에 예술적 매력으로서의 꽃을 개화시키기 위해서 연기자들이 알아야 할 비결을 써서 전한다’는 뜻이 ≪풍자화전(風姿花傳)≫이라는 책명에 담겨 있다고 볼 수 있다.
이상과 같은 내용을 담고 있는 이 ≪풍자화전≫이라는 작품은 당시로서는 획기적인 연기 이론서로서, 이후에 나온 제아미의 이론서들의 토대 역할을 한 것으로 간주된다. 오늘날의 노 연기자들에게도 적지 않은 시사를 던져 주는 내용을 담고 있는 역작으로 평가되며, 노뿐만 아니라 그 밖의 예능 분야에 종사하는 사람들에게까지도 널리 읽히고 있는 명저로서의 평가가 자자하다.